# Pueblo sidama
El pueblo sidama o sidamo es una etnia de Etiopía que habita la zona meridional del país. Se caracteriza por la lengua que utiliza, el sidamo, que pertenece a la rama de las lenguas cusitas (rama de las lenguas afroasiáticas). Alrededor de 4.961.000 personas pertenecen a esta etnia. Desde el siglo XVI se establecieron al nordeste del lago Abaya. La identidad étnica nació en el siglo XV tras un proceso de integración con otros grupos nativos.

## Idioma
Su lengua es el sidamo, también conocida como burji-sidamo. Idioma que pertenece a la familia cuchítica oriental, muy utilizada en el Cuerno de África. Los sidama  conservaron el sidamo por lo menos desde el siglo XV, haciéndolo casi exclusivo de su grupo. El sidamo cuenta con escritura tanto en grafía etíope como latina. Se identifican los dialectos sidaama, sidaamu afoo, sidaminya, sidámo 'afó.

## Territorio

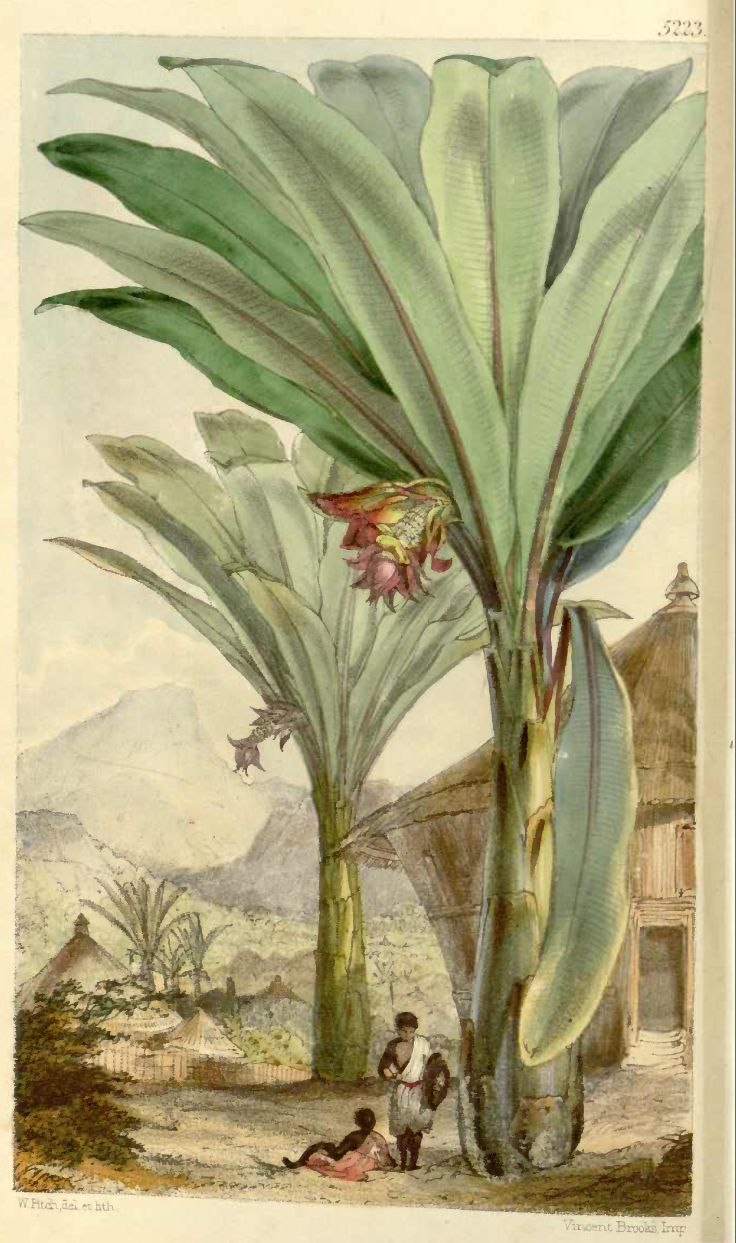
Ensete ventricosum o wese de Etiopía

Ocupan la región centro sur de Etiopía, en la región de Naciones, Nacionalidades y Pueblos del Sur al noreste del lago Abaya y en la región de Oromia al sureste del lago Awasa.  La mayor concentración se da entre la ciudad de Shashamane en el norte y la ciudad de Dilla en el sur, esparcidos en un área en forma de cono en el centro del sur de Etiopía. Hawassa es la ciudad capital de los sidama.
El territorio es una red de valles y llanuras entre montañas que brindan un buen sistema natural de irrigación, muy propicio para la agricultura y la ganadería. Destacan los bosques de wese. o ensete.

## Historia
Algunos autores refieren al pueblo sidama como parte de la población sometida a los estados islámicos o sultanatos nacidos entre los siglos IX y XIV. También hay quienes los sitúan emparentados con los bachwezis, dinastía del complejo Kitara en los Grandes Lagos.
Pero la identidad sidama como tal nace en el siglo XV con la integración de personas de diversos grupos asentadas en territorios de la actual Etiopía. Esta primera etapa evolutiva estará marcada por una cultura ganadera. En el siglo XVI fueron desplazados por grupos oromo (galla) de sus asentamientos originales, más al noroeste de los actuales emplazamientos. Las nuevas tierras resultaron fértiles ofreciendo la posibilidad de desarrollar una agricultura próspera. Sin abandonar las tradiciones ganaderas, el desarrollo agrícola impactó en el estilo de vida de los sidama que se aprecia en las manifestaciones sociales, rituales y ceremonias típicas de pueblos agricultores.
Los enfrentamientos con los oromo a lo largo de la historia fueron una característica de la compleja convivencia interétnica en Etiopía. Los oromo realizaban incursiones militares cada ocho años para dinamizar a sus jefes militares. Se lo consideraba una regla gada, y tomó por sorpresa a sidamas y otros pueblos vecinos. Los ataques incluían el asesinato de la población invadida. Con el tiempo la estrategia de los oromo fue identificada por los sidama que con alguna variante la comenzaron a aplicar.
En 1893 fueron sometidos por el imperio etíope. Desde entonces los sidama sufrieron un proceso de amharización, cultura dominante en la sociedad del régimen. En lo político quedaron sometidos a la autoridad regional de jefes feudales, así como a los privilegios de la iglesia copta.
A pesar de la integración forzosa a Etiopía, la etnia sidama mantuvo su identidad, que junto con la de oromos, tigrina y gurage se consideran reticentes, al menos durante buena parte del siglo XX a la consolidación de una identidad nacional etíope.

## Sociedad
No tienen un poder centralizado que gobierne toda la etnia. Se organizan en clanes territoriales (sircho) bajo gobierno de un consejo de ancianos (chimeye) y la autoridad político religiosa de un Ghanna (jefe) al que asistía el Karricha (ejecutor de leyes del consejo de ancianos). Los clanes están divididos en jerarquías según la “pureza de sangre”. El de mayor jerarquía desciende del antepasado Abbo, que tuvo siete hermanos de los cuales descienden los demás clanes.
A esta segmentación horizontal clánica se agrega una división clasista de las personas en orden a la pureza clánica y su actividad económica. Los “puros”, son los nobles (yemeros) y los hombres libres(wolawa) que gozaban del derecho a ser propietarios de tierras y recurrir las decisiones del consejo de ancianos. Los “impuros” eran  los esclavos (boroyicho), u artesanos (wato), sin ninguno de los derechos anteriores.
La sociedad se organiza según la primogenitura patrilineal y en clases de edad.

## Vivienda

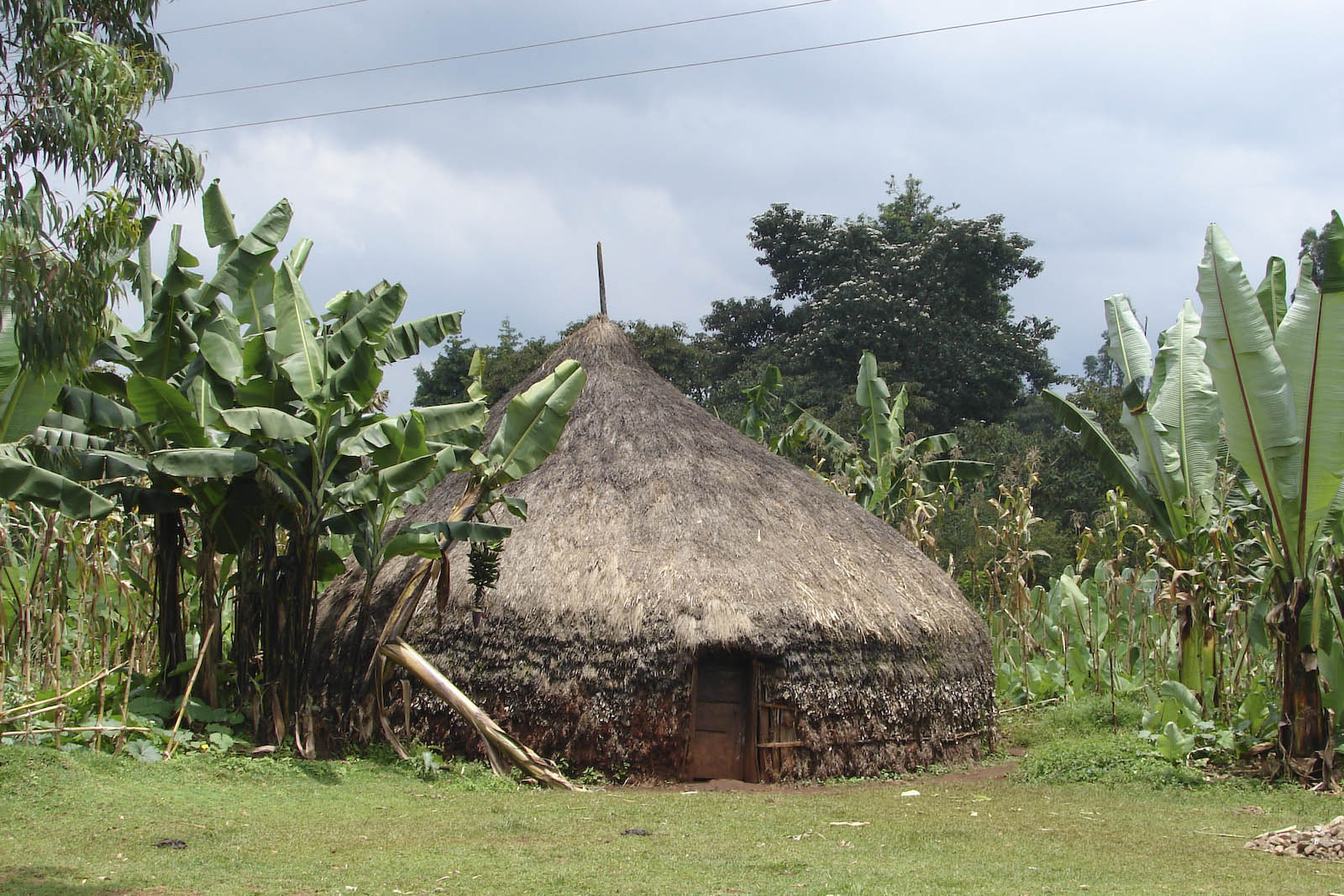
Cabaña tradicional sidama

La vivienda tradicional tiene una base circular cubierta de un techo cónico que a veces se extiende hasta el piso. Para su construcción se utiliza la palmera wese, abundante en la zona. Son palmeras con un tronco de entre 7 y 8 metros, y un diámetro de entre 40 y 70 centímetros. Con él se construye la estructura de la cabaña que luego se recubre con las hojas de wese y otros vegetales.

## Economía
Tienen una tradición ganadera, donde la posesión de reces es una medida de riqueza. Pero las tierras fértiles que ocupan les permitieron sacar provecho de la agricultura. Son los principales productores de café de Etiopía.
El falso plátano, “wese” o "enset", junto con el maíz, así como la leche de vaca fermentada y la mantequilla, son alimentos básicos del pueblo sidama.
La hoja de wese también provee de elementos importantes para la economía sidama. Miden entre 3 o 4 metros de largo por 50 o 80 cm de ancho. Con ellas se rellenan camas, se construyen paraguas y sombrillas, esteras y cuerdas. También tiene usos medicinales, pues con sus fibras se construyen vendas a las que se atribuyen propiedades analgésicas, colocándolas en la parte del cuerpo afectado.